# Patrick Nothomb

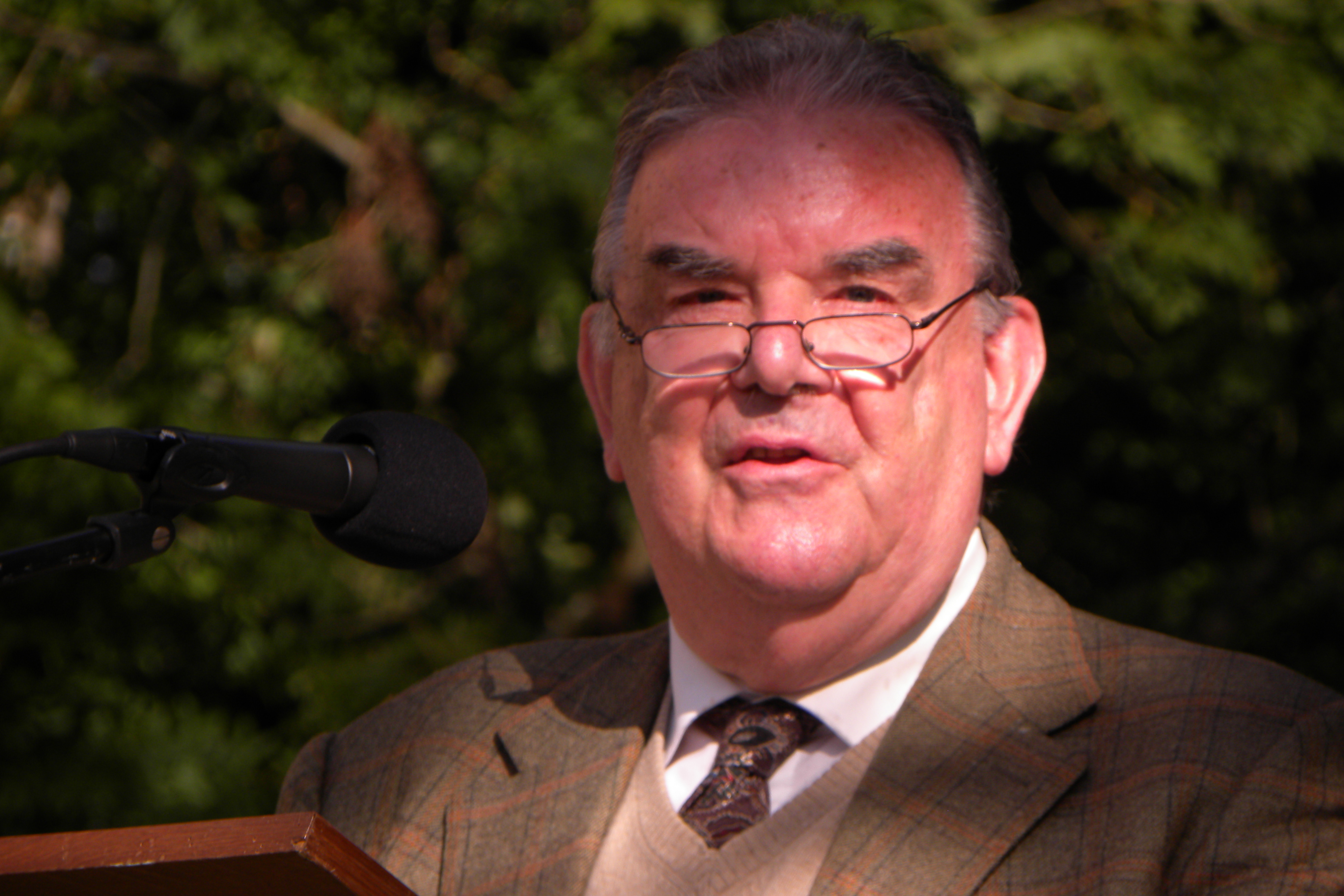
Patrick Nothomb (2012)

Patrick Nothomb (* 24. Mai 1936 in Schaerbeek; † 18. März 2020 in Habay-la-Neuve) war ein belgischer Diplomat.

## Berufliche Laufbahn
Patrick Nothomb wurde 1957 an der Université catholique de Louvain (1834–1968) zum Doktor der Rechtswissenschaften promoviert. Von 1960 bis 2001 war er im auswärtigen Dienst des belgischen Staates eingesetzt. Patrick Nothomb ist Enkel des Schriftstellers Pierre Nothomb, Sohn von Andre Nothomb, Neffe von Paul Nothomb, Charles-Ferdinand Nothomb und Vater der Schriftstellerin Amélie Nothomb.
Vom 4. August bis 24. November 1964 war Patrick Nothomb belgischer Generalkonsul in Stanleyville. Im November 1964 wurde die Volksrepublik Kongo ausgerufen, Nothomb geriet in die Hände der maoistischen Simba und wurde durch die Operationen Dragon Rouge und Dragon Noir befreit.
Von 1968 bis 1972 war Nothomb Generalkonsul in Osaka. Von 1980 bis 1985 wurde er im Außenministerium in Brüssel beschäftigt. Nothomb leitete 2002/2003 die Kulturveranstaltung Europalia-Italie. Ab 2004 war Nothomb Berater des Gouverneurs der Provinz Luxemburg.